# Dia Nader de El-Andari
Dia Nader de El-Andari   (Beirut, 1950) és una ambaixadora i política libanesa-veneçolana. Va ser ambaixadora plenipotenciària de Veneçuela a Síria durant el període 2006-2009. També es va exercir com a encarregada de negocis de Veneçuela a l'ambaixada de Sèrbia.

## Biografia
Dia Nader de El-Andari va néixer el 1950. Als 17 anys va anar a estudiar a la Unió Soviètica, on es va graduar a la Facultat de Física, Matemàtiques i Ciències Naturals de la Universitat Russa de l'Amistat dels Pobles a Moscou, i va obtenir un màster en física el 1972. Entre 1975-1978, va obtenir el seu doctorat de la Universitat Russa de l'Amistat dels Pobles, convertint-se en la primera zuliana especialista en física de la relativitat. Després, va parlar molt càlidament sobre els anys que va passar a la URSS: «El meu pare em va enviar aquí perquè volia que aprengués a estimar la meva pàtria. Vaig conèixer l'amistat i la fraternitat, i crec que el seu somni es va fer realitat», va dir va dir en una entrevista. Al seu retorn a Veneçuela, va treballar a la Universitat del Zulia.
Entre 2004 i 2006 va servir com a tutora en el Ministeri d'Assumptes Exteriors de Veneçuela per Àsia, l'Orient Mitjà i Oceania. En 2006-2009 va ser ambaixadora extraordinària i plenipotenciària de Veneçuela a Síria.
Va protagonitzar el film serbo-canadenc The Weight of Chains 2, que està ambientat en la situació polític-econòmic dels estats de l'Antiga Iugoslàvia.
Parla amb fluïdesa el castellà, àrab, rus i anglès.
Actualment s'exerceix com a ambaixadora plenipotenciària de Veneçuela a Sèrbia.